# 南竿郷

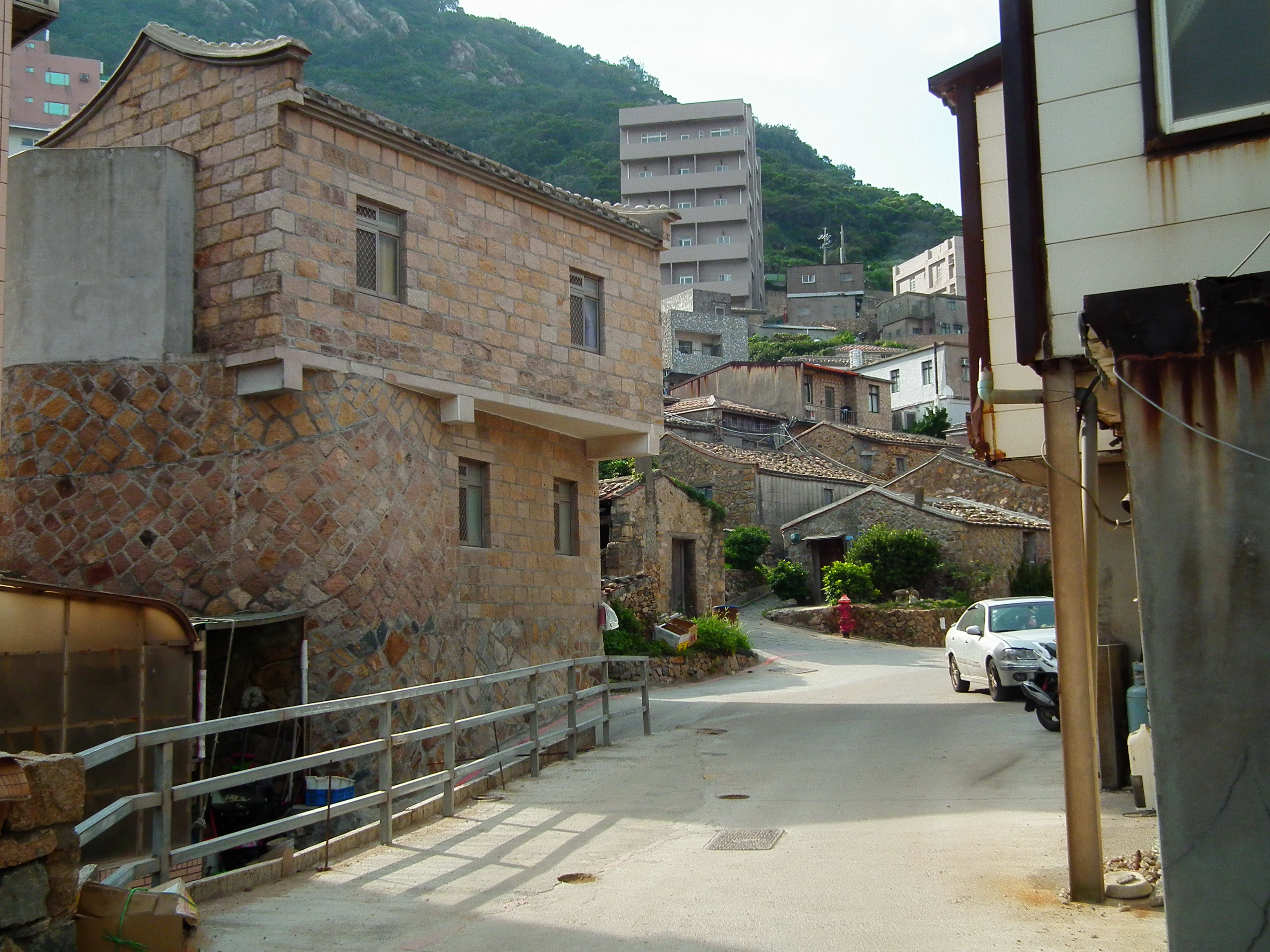
復興村牛角集落の古い町並み

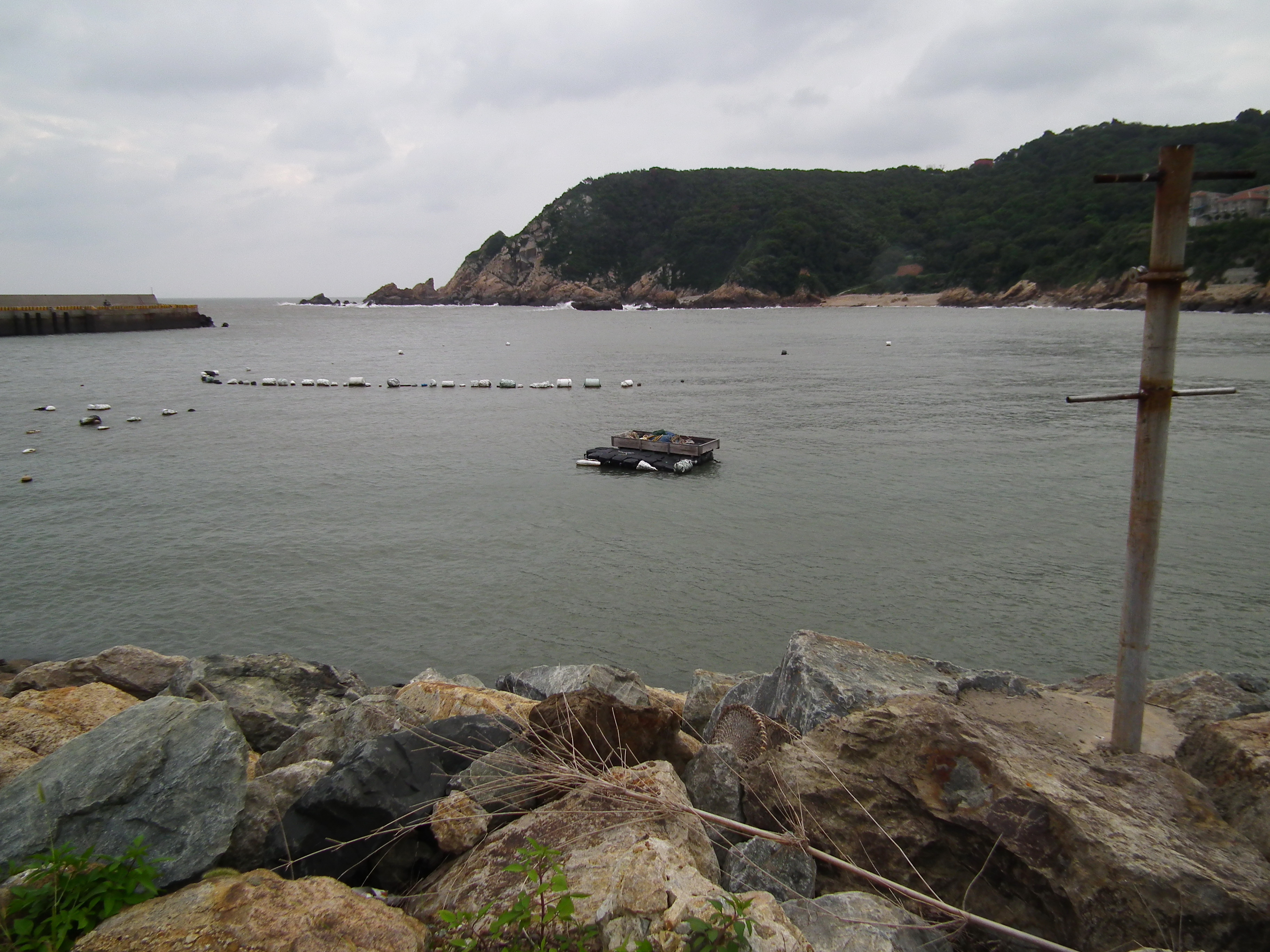
介寿澳

南竿郷（ナンガン/なんかん-きょう）は中華民国福建省連江県の郷。連江県政府の所在地である。

## 概要
介寿村にある政府庁舎正面南側は馬祖の中心街であり、商店・市場・バスターミナル・タクシー乗り場が、西側の丘には馬祖郵便局や台湾銀行馬祖支店がある。
北側の丘の頂上に中華電信馬祖サービスセンターが、東側奥には南竿空港がある（空港ターミナルビルは復興村にある）。

## 地理
南竿郷の主島は南竿島で最高峰は雲台山（250m）、その他同島の東側に黄官嶼（海抜63m）、鞋礁、および南側に北泉礁、劉泉礁がある。港は複数あり、介壽澳、美瑞澳、仁愛港、津沙港、馬祖港、珠螺港、福澳港、深水港、牛角港がある。

### 行政区画
| 村                                                                     |
| ---------------------------------------------------------------------- |
| 介寿村、復興村、福沃村、清水村、仁愛村、津沙村、珠螺村、馬祖村、四維村 |

## 歴史
中華民国と中華人民共和国という「ふたつの中国問題」において、南竿郷は最も中華人民共和国の統治領域である福建省大陸部に近い位置にあり、現在でも中国人民解放軍と相対する中華民国軍にとって、国防上欠かすことのできない重要な地域である。当然この島の上空は中華民国空軍機が防空を担当している。対岸に見える福建省中華人民共和国統治領域と中華民国統治領域である本島とは国際郵便番号なども異なる状態が国共内戦以降続いている。

## 政治

### 行政

#### 郷長
- 陳振國

歴代郷長

## 教育

### 高級中学
国立
- 国立馬祖高級中学

### 国民中学
県立
- 連江県立中正国民中学

### 国民小学
県立
- 連江県立中正国民小学
- 連江県立介寿国民小学
- 連江県立仁愛国民小学

## 交通
| 種別 | 路線名称 | その他   |
| ---- | -------- | -------- |
| 空港 | 国内線   | 南竿空港 |

- 小三通の一環として、福州市馬尾区琅岐港と福澳港との間に船が往来している。

## 観光

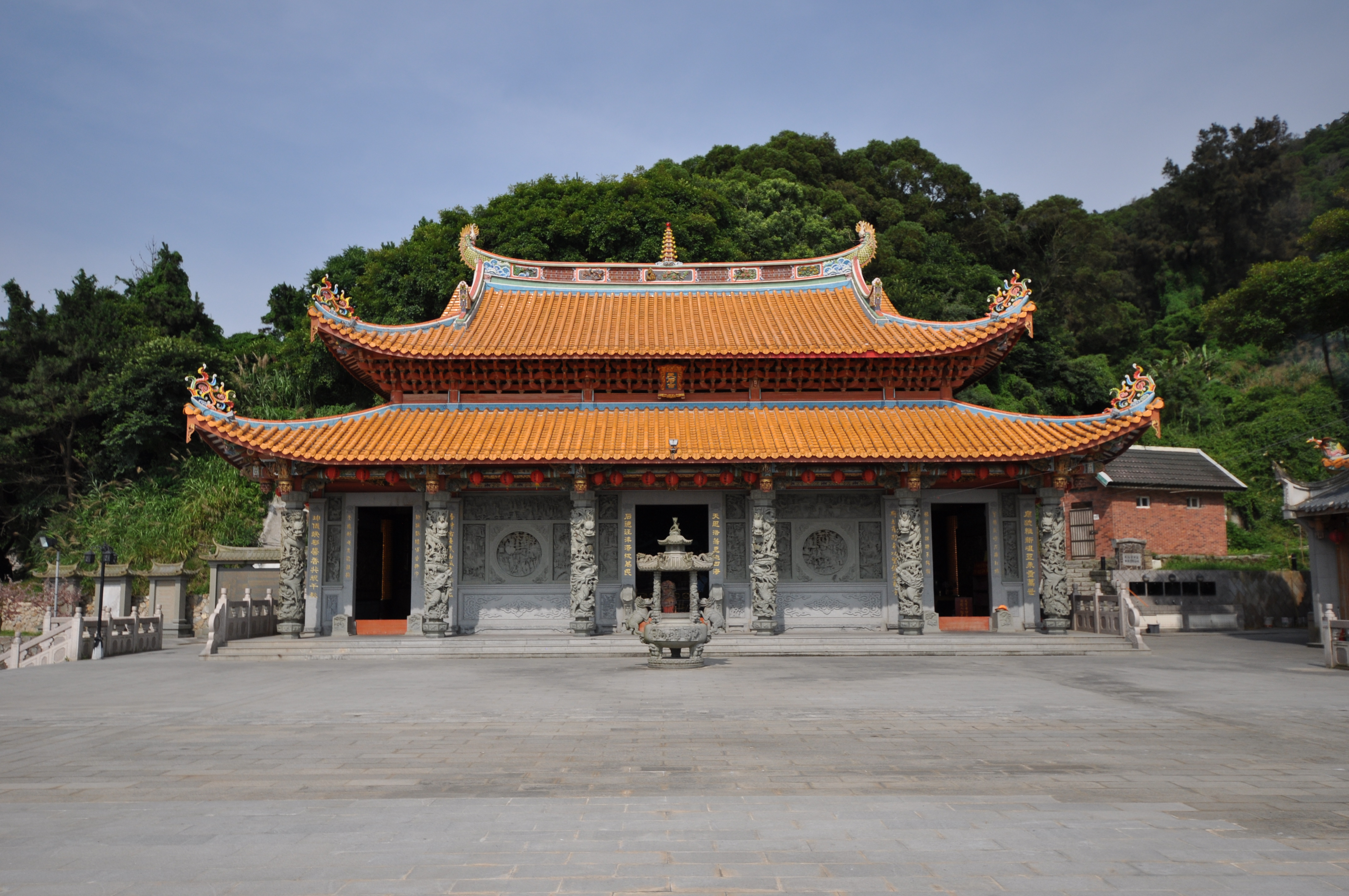
馬祖境天后宮

### 観光スポット
- 八八坑道（中国語版）
- 北海坑道（中国語版）
- 四大金剛
- 十烈士紀念碑
- 文建館
- 馬祖酒廠（中国語版）
- 福澳境華光大帝廟（中国語版）
- 馬祖境天后宮（中国語版）
- 馬祖民俗文物館（中国語版）
- 勝天公園（英語版）
- 連江県水産試験所
- 鉄堡（英語版）
- 珠螺湾
- 秋桂山水庫
- 西尾夕照